# Diplomatieke bescherming
Diplomatieke bescherming omvat de juridische acties die staten ondernemen ten behoeve van onderdanen of rechtspersonen wier rechten door buitenlandse staten geschonden zijn. Diplomatieke bescherming moet niet verward worden met diplomatieke onschendbaarheid.
De regels van diplomatieke bescherming worden vooral bepaald door het internationale gewoonterecht. In 2006 aanvaardde de Commissie voor Internationaal Recht de Artikelen inzake Diplomatieke Bescherming die een aantal regels van internationaal gewoonterecht hebben gecodificeerd.

## Voorwaarden voor diplomatieke bescherming
Men onderscheidt drie belangrijke voorwaarden voor het inroepen van diplomatieke bescherming: onrechtmatige behandeling, nationaliteit en uitputting van nationale rechtsmiddelen.

### Onrechtmatige behandeling
De onderdaan moet in het buitenland onrechtmatig behandeld zijn. In de rechtsgeleerdheid verschillen de opvattingen over welke normen hierbij als richtsnoer moeten dienen. Volgens sommigen gelden voor een in het buitenland verblijvende onderdaan dezelfde rechtsnormen als voor de eigen bewoners van dat land. Volgens anderen geldt er een internationale minimum standaard waren alle landen moeten voldoen. 

### Nationaliteit
Een staat kan slechts diplomatieke beschermingen uitoefenen ten aanzien van de eigen onderdanen. In 1955 bepaalde het Internationaal Gerechtshof nog dat de loutere nationaliteit onvoldoende is, maar dat er sprake moest zijn van een waarachtige band ("genuine link") tussen staat en onderdaan. Deze maatstaf is door de Commissie voor Internationaal Recht niet overgenomen. Wel stellen de Artikelen inzake Diplomatieke Bescherming dat in geval van een dubbele nationaliteit slechts de staat met de "dominante nationaliteit" diplomatieke bescherming kan inzetten. Daarbij is bepalend waar de onderdaan woont, werkt, verblijft, enzovoorts. Met betrekking tot rechtspersonen is in beginsel de plaats van registratie van belang. In de zaak Barcelona Traction van België tegen Spanje bepaalt het Internationaal Gerechtshof dat de staat waar aandeelhouders wonen geen diplomatieke bescherming kan uitoefenen.

### Uitputting nationale rechtsmiddelen
Naast nationaliteit is een voorwaarde voor het gebruik van diplomatieke bescherming dat de gelaedeerde persoon alle nationale rechtsmiddelen heeft uitgeput om zijn recht te halen. Op deze regel is een uitzondering mogelijk indien de lokale rechtsmiddelen evident niet toereikend zijn. 